# 제주관광공사
제주관광공사(濟州觀光公社)는 관광산업 육성을 통한 지역경제 발전과 주민 복리 증진을 목적으로 설립된 제주특별자치도의 지방공기업이다.

## 개요
- 조직 : 1본부 4실, 13팀
- 인원 : 직원 154명
- 비전 : "관광으로 지속 가능한 제주 경제를 실현하는 도민의 공기업"

## 연혁
- 2008년 6월 26일 법인 설립 등기.
- 2008년 7월 2일 공식 출범. 초대 박영수 사장 취임.

## 조직
- 사장
- 본부
- 경영기획실
- 관광마케팅실
- 관광산업실
- 수익사업실
- 감사팀

## 주요사업
제주 관광 글로벌 마케팅 강화
- 제주 관광 글로벌 브랜드 확립
- FIT, SIT 중심 고부가가치 마케팅 강화
- 시장 다변화 및 외국인 관광객 접근성 개선
- 관광 상품의 고급화, 다양화

지역주도형 질적 성장 견인
- 지역밀착 지역관광 활성화
- 제주형 농촌융복합산업 육성
- 지역기반 문화콘텐츠 발굴 및 상품개발
- 관광중심 산업간 융복합 활성화

글로벌 제주 관광 경쟁력 제고
- 선진형 스마트 관광 기반체계 구축
- 글로벌 수준의 관광 환대 분위기 조성
- 제주 관광 질적 성장을 위한 조사 연구 사업 활성화

면세 사업 운영 활성화
- 지정 면세점(내국인면세점)과 시내 면세점 운영 활성화를 통해 제주관광 자립마케팅 재원 마련 및 제주관광 진흥에 기여
- 2009년 3월 30일 제주관광공사 지정 면세점(제주중문컨벤션센터점) 개점
- 2013년 2월 14일 인터넷 기반 온라인 면세점 개점
- 2013년 3월 30일 모바일 기반 온라인 면세점 개점
- 2013년 12월 24일 제주관광공사 성산포항 면세점 개점
- 2015년 지정 면세점 매출 550억 달성
- 2016년 2월 12일 시내 면세점(제주중문롯데호텔점) 개점

## 같이 보기
- 한국관광공사
- 서울관광재단